# Trolljäger: Das Erwachen der Titanen
Trolljäger: Das Erwachen der Titanen (Originaltitel: Trollhunters: Rise of the Titans) ist ein US-amerikanischer Animationsfilm aus dem Jahr 2021, der von DreamWorks Animation für den Video-on-Demand-Dienst Netflix produziert wurde. Der Film stellt den Abschluss des von Guillermo del Toro geschaffenen Serienuniversums Geschichten aus Arcadia (Tales of Arcadia) dar, in dem die Helden aus Trolljäger (2016–2018), 3 von oben (2018–2019) und Die Zauberer (2020) zusammen arbeiten müssen, um die Welt vor einer Wiedergeburt durch die von der Arkanen Ordnung erweckten Titanen zu bewahren.

## Handlung
Nachdem es der Arkanen Ordnung nach den Ereignissen von Die Zauberer gelungen ist, in die Hände der Ursprungssiegel zu gelangen, versucht Douxie weiterhin Nari vor ihren beiden Geschwistern zu beschützen, damit diese die Siegel nicht aufbrechen können, um dadurch die Menschheit auszulöschen.
Zusammen mit den Hütern von Arcadia schmieden Douxie und Nari einen Plan und locken Bellroc und Skrael in eine fahrende U-Bahn. Dort werden sie durch einen Überraschungsangriff des Trolljägers Jim und seiner Freundin Klara unterstützt und es kommt zu einem Kampf. Währenddessen bereiten Krel, Stephan und Stuart eine akiridionische Waffe mit dreifach gegabelter Strahlung vor, mit der die Zauberkraft von Bellroc und Skrael ausgelöscht werden soll. Doch als die U-Bahn, anders als geplant, erst inmitten von unzähligen Zivilisten zum Stehen kommt, stellt Bellroc die Hüter vor ein Ultimatum: das Wohl der Zivilisten oder Nari. Douxie kommt schließlich auf eine Idee, tauscht seinen Körper mit Nari und gibt den Widerstand gegen die Arkane Ordnung auf, woraufhin diese mit der vermeintlichen Nari verschwinden.
Die Hüter von Arcadia kehren daraufhin zu ihrer Basis, einem wiederaufgebauten schwebenden Schloss Camelot, zurück, wo kurze Zeit später auch Aja und Eli, die aus Akiridion-5 angereist sind, ankommen. Nachdem nun alle versammelt sind, kann Blinky, der die letzte Zeit damit verbracht hat, das Zauberbuch von Merlin zu studieren, seine herausgefundenen Erkenntnisse über die Arkane Ordnung mit den anderen teilen: Werden die Ursprungssiegel aufgebrochen, so erwachen die Titanen, die einst für die Geburt des Universums verantwortlich waren. Gelingt es den Titanen, im Zentrum des Universums zusammenzukommen, so wird die Erde neu geboren. Zur selben Zeit beginnt die Arkane Ordnung bereits mit dem Ritual, um die Siegel aufzubrechen, scheitern jedoch, da es sich, wie sie feststellen müssen, bei Nari in Wahrheit um Douxie handelt. Doch Bellroc und Skrael gelingt es, den Körpertausch rückgängig zu machen, aber nicht, bevor Nari Jim noch einen letzten Hinweis geben kann: „Trolljäger, führe neunte Konfiguration aus. Kronosphäre wird alles richten.“ Nun, da alle anwesend sind, können Bellroc und Skrael das Ritual schließlich durchführen und die drei erwachen in ihren Titanen.
Unklar darüber, was Naris Worte genau zu bedeuten haben, beschließen die Hüter von Arcadia sich aufzuteilen. Während Stuart und Krel die Aufgabe erhalten, Jim das Schwert Excalibur zu besorgen, machen sich Klara, Blinky und Archie zusammen mit Karl auf den Weg nach Hongkong zu den Trolldrachen, um nach der Kronosphäre zu suchen. Douxie, AAARRRGGHH!!! und Nomura begeben sich derweil nach Brasilien zu dem Erdtitan von Nari und Jim, Tobi, Aja und Strickler fliegen nach Grönland zu dem Eistitan von Skrael. Doch der Versuch, die Titanen aufzuhalten, scheitert und endet mit dem Tod von Nomura und Strickler. Als dann noch der Kontakt zu Klara abbricht, begibt sich auch Jims Team nach Hongkong. Dort treffen sie auf den Feuertitan von Bellroc und Varvatos Vex, der mit der Geheimwaffe der Akiridioner, einem riesigen Roboter, genannt Gun Robot, versucht den Feuertitan zu bekämpfen, letztlich aber ebenfalls scheitert. Klara und Blinky hingegen, die nun in Besitz der Kronosphäre sind, gelingt in letzter Sekunde die Flucht aus dem Trolldrachen-Trollmarkt, müssen jedoch Archie und Karl zurücklassen.
Nach den ersten Rückschlägen beim Kampf gegen die Titanen entscheiden die Hüter, sich erneut zum Erdtitan aufzumachen. Dort angekommen gelingt es Douxie, Naris Willen, der bisher von Bellroc und Skrael kontrolliert wurde, zu befreien. Doch auf Jims Nachfrage, wie die Kronosphäre alles richten wird, ergänzt Nari lediglich: „Die Zeit entfaltet sich vielseitig, wie eine Blume. Nur der Trolljäger wird es wissen.“ Nari, die den Hütern nun helfen möchte, trifft schließlich auf Skrael und es kommt zu einem Kampf zwischen den Titanen, welcher jedoch in deren gegenseitigen Zerstörung endet. Der Titan von Bellroc hingegen ist weiterhin in Richtung Arcadia, dem Zentrum des Universums, unterwegs, denn, wie Blinky anmerken muss, reicht bereits ein Titan aus, um die Erde neu zu erschaffen.
Auch die Hüter begeben sich nun nach Arcadia und treffen dort auf Stuart und Krel. Nachdem der erste Versuch von Jim, das Schwert Excalibur aus dem Stein zu ziehen, scheitert, erkennt er, dass die neun Hüter die von Nari erwähnte neunte Konfiguration sind. Tobi, Klara, Blinky, AAARRRGGHH!!!, Aja, Krel, Varvatos und Douxie legen daraufhin ihre Hand auf den Stein, woraufhin es Jim gelingt, das Schwert herauszuziehen. Jim entfernt den Stein aus dem Griff des Schwerts und bittet Stuart, diesen in den Nachbau des Amuletts des Tageslichts einzusetzen. Die Hüter treffen schließlich auf den Feuertitan, müssen aber schnell erkennen, dass Bellroc zu mächtig ist. Doch als Jim sein funktionsfähiges Amulett und damit auch seine Rüstung und Schwert wieder hat und Tobi mit Hilfe der akiridionischen Strahlenwaffe Bellroc lähmt, gelingt es Jim letztlich, Bellroc zu töten.
Doch die Freude über den Sieg hält nur kurze Zeit an, als Jim feststellen muss, dass Tobi durch Trümmerteile so schwer verletzt wurde, dass er kurz darauf stirbt. Der zutiefst niedergeschlagene Jim erinnert sich schließlich an Naris Worte und merkt an, dass die Kronosphäre gar nicht dazu da war, die Titanen aufzuhalten, sondern vielmehr dem Trolljäger die Möglichkeit geben soll, jegliches tragisches Ereignis gänzlich zu verhindern. Nach einem emotionalen Abschied von seinen Freunden, reist er schließlich zurück zu dem Morgen, als er mit Tobi zusammen das Amulett gefunden hat. An diesem Morgen fahren sie jedoch direkt zur Schule und Jim bittet Tobi erst später alleine durch den Kanal zu fahren, woraufhin er das Amulett entdeckt und zum Trolljäger wird.

## Charaktere
- James „Jim“ Lake Jr. ist der erste menschliche und amtierende Trolljäger und der Anführer der Hüter von Arcadia. Er ist freundlich, treu und mutig und versucht alles, um seine Freunde zu beschützen, was ihm aber, aufgrund des zerstörten Amuletts des Tageslichts und der damit verbundenen fehlenden Rüstung, nicht immer leicht fällt. Gegen Ende des Films wird Jim zum neuen Träger des Schwerts Excalibur und gelangt mit einem Nachbau des Amuletts zurück zu seiner alten Stärke.
- Tobias „Tobi“ Domsalski ist der beste Freund von Jim und der „Flügelmann“ von AAARRRGGHH!!!. Er ist sehr selbstbewusst und abenteuerlustig, manchmal aber auch etwas tollpatschig. Als Waffe besitzt Tobi einen magischen Vorschlaghammer.
- Klara Nuñez ist die Freundin von Jim. Sie ist freundlich, intelligent und mutig und stets um das Wohl von Jim besorgt. Klara verfügt über verschiedene magische Fähigkeiten, unter anderem die Schattenmagie, die es ihr erlaubt, sich und andere Personen an einen anderen Ort zu teleportieren.
- Blinkous „Blinky“ Galadrigal ist ein intelligenter, weiser Troll mit sechs Augen und vier Armen. Er ist den Mentor von Jim und nennt ihn immer „Meister Jim“.
- Aarghaumont „AAARRRGGHH!!!“ ist ein großer, korpulenter Troll und der beste Freund von Blinky.
- Aja Tarron ist die Königin von Akiridion-5, einem Planeten, der von einer energiebasierten außerirdischen Lebensform bewohnt ist. Sie ist freundlich und mutig, manchmal aber auch etwas ungeduldig. Aja kommt am Anfang des Films zusammen mit Eli zurück auf die Erde, um gemeinsam mit den Hütern von Arcadia die Arkane Ordnung aufzuhalten.
- Krel Tarron ist der Bruder von Aja, der, anders als seine Schwester, zuletzt auf der Erde gelebt hat. Er ist technisch äußerst versiert und der Erfinder unter den Hütern von Arcadia. Zusammen mit Stuart hat Krel einen Nachbau des Amuletts des Tageslichts für Jim angefertigt.
- Varvatos Vex ist ein mutiger Krieger und der Beschützer des Hauses Tarron. Er stößt später zu den Hütern von Arcadia, um mit einem riesigen, von den Akiridionern entwickelten Roboter, genannt Gun Robot, gegen den Feuertitan von Bellroc zu kämpfen.
- Hisirdoux „Douxie“ Casperan ist ein charmanter, selbstloser Zauberer. Als Nachfolger von Merlin hat Douxie es sich zur Aufgabe gemacht, Nari vor der Arkanen Ordnung, und damit die Welt vor einer Wiedergeburt, zu beschützen. Nachdem Nari von der Arkanen Ordnung gefangen genommen wird, tauscht er vorübergehend mit ihr den Körper, um damit den Hütern von Arcadia etwas Zeit zu verschaffen.
- Bellroc ist die Anführerin der Arkanen Ordnung, die, nachdem sie ihr ursprüngliches Ziel, das Gleichgewicht zwischen magischen Kreaturen und den Menschen zu wahren, aufgegeben haben, die Ursprungssiegel aufbrechen möchten, um dadurch jegliches Leben auszulöschen und die Welt in ihrem eigenen Sinne wiederzubeleben. Als es Bellroc und Skrael schließlich gelingt, Nari gefangen zu nehmen und die Siegel in einem Ritual aufzubrechen, erwacht Bellroc als Feuertitan.
- Skrael ist der Bruder von Bellroc und Nari und die rechte Hand der Arkanen Ordnung. Nachdem die Ursprungssiegel aufgebrochen wurden, erwacht Skrael als Eistitan.
- Nari ist die Schwester von Bellroc und Skrael. Sie war früher einmal selbst Teil der Arkanen Ordnung, hat diese dann aber verlassen, als sie merkte, was die wahren Ziele ihrer Geschwister sind. Als die Ursprungssiegel schließlich aufgebrochen wurden, erwacht Nari als Erdtitan, welchen sie aber nicht selbst kontrollieren kann. Kurz zuvor, kann sie Jim noch einen nützlichen Hinweis geben, wie die Arkane Ordnung aufgehalten werden kann.
- Stephan Palchuk ist ein in Arcadia lebender Schüler, der zusammen mit Jim, Tobi, Klara und Eli in eine Klasse ging. Er ist der Freund von Aja.
- Eli Pepperjack ist der beste Freund von Stephan, mit dem er zusammen das Team „Monzterkiller“ bildet. Er hat zuletzt auf Akiridion-5 gelebt, wo er den Gun Robot entworfen hat.
- Walter Strickler ist ein Gestaltwandler und der ehemalige Geschichtslehrer von Jim, Tobi, Klara, Stephan und Eli. Nachdem die Titanen an unterschiedlichen Orten der Erde erwacht sind, reist er gemeinsam mit Jim, Tobi und Aja nach Grönland, um den Eistitan von Skrael aufzuhalten.
- Nomura ist eine Gestaltwandlerin und die ehemalige Kuratorin des Museums von Arcadia. Sie begibt sich gemeinsam mit Douxie und AAARRRGGHH!!! nach Brasilien, um den Erdtitan von Nari aufzuhalten.
- Stuart ist ein freundlicher, hilfsbereiter Alien, der seit Jahren in seiner als Mensch getarnten Form in Arcadia lebt. Er ist ein Freund von Aja, Krel und Varvatos und unterstützt die Hüter von Arcadia bei ihrem Kampf gegen die Arkane Ordnung.
- Archibald „Archie“ ist ein gestaltwandelnder Drache, meist jedoch in seiner Gestalt als Katze mit Brille zu sehen, und der Zaubererberater von Douxie. Zusammen mit seinem Vater Karl sowie Klara und Blinky machen sie sich auf den Weg nach Hongkong, um die Kronosphäre zu suchen.
- Zong-Shi ist ein böswilliger, paranoider Trolldrache und der Anführer des Trolldrachen-Trollmarkts in Hongkong. Er ist der Besitzer der Kronosphäre, einem magischen Objekt, mit dem die Zeit kontrolliert werden kann.

## Produktion und Veröffentlichung
Nachdem am 7. August 2020 mit der Serie Die Zauberer der dritte und letzte Teil der Geschichten aus Arcadia Trilogie veröffentlicht wurde, wurde noch am selben Tag bekannt gegeben, dass das Serienuniversum 2021 mit einem Film abgeschlossen werden soll. Der englischsprachige Titel Trollhunters: Rise of the Titans sowie die Besetzung standen zu diesem Zeitpunkt bereits fest.
Der Film wurde, wie zuvor bereits alle drei Serien, von DreamWorks Animation und Double Dare You in den Vereinigten Staaten im Auftrag von Netflix produziert. Trolljäger: Das Erwachen der Titanen stellt dabei den ersten Film aus dem Hause DreamWorks dar, der ausschließlich für einen Streaming-Dienst produziert wurde. Nach Angaben von Marc Guggenheim, einem der Autoren und Produzenten des Films, wurde der Film zeitgleich zu den Arbeiten an der Serie Die Zauberer konzipiert und geschrieben, wodurch sie genug Zeit hatten, zu entscheiden, wie sie die Geschichte mit diesen Charakteren zu einem Abschluss bringen wollen. Neben Guillermo del Toro und Marc Guggenheim, die an allen drei Serien beteiligt waren, kamen auch die Brüder Kevin und Dan Hageman, die zuvor bereits das Drehbuch der Serie Trolljäger geschrieben hatten, als Autoren zurück.
Das Erscheinungsdatum des Films wurde am 27. April 2021 zusammen mit einem ersten Teaser veröffentlicht. Der offizielle Trailer erschien am 15. Juni 2021. Am 21. Juli 2021 wurde Trolljäger: Das Erwachen der Titanen dann schließlich auf Netflix weltweit in mehreren Sprachen, darunter auch Deutsch, veröffentlicht.

## Synchronisation
Die deutsche Fassung wurde von der Hermes Synchron GmbH mit Sitz in Potsdam produziert. Das Dialogbuch wurde von Tarek Helmy geschrieben, der auch die Dialogregie führte.
| Rolle                        | Originalsprecher | Deutscher Sprecher   |
| ---------------------------- | ---------------- | -------------------- |
| James „Jim“ Lake Jr.         | Emile Hirsch     | Amadeus Strobl       |
| Tobias „Tobi“ Domsalski      | Charlie Saxton   | Dirk Petrick         |
| Klara Nuñez                  | Lexi Medrano     | Lina Rabea Mohr      |
| Blinkous „Blinky“ Galadrigal | Kelsey Grammer   | Erich Räuker         |
| Aarghaumont „AAARRRGGHH!!!“  | Fred Tatasciore  | Oliver Siebeck       |
| Aja Tarron                   | Tatiana Maslany  | Janka Horakova       |
| Krel Tarron                  | Diego Luna       | Moritz Lehmann       |
| Varvatos Vex                 | Nick Offerman    | Tilo Schmitz         |
| Hisirdoux „Douxie“ Casperan  | Colin O’Donoghue | Marius Clarén        |
| Bellroc (weibliche Stimme)   | Kay Bess         | Runa Aléon           |
| Bellroc (männliche Stimme)   | Piotr Michael    | Bernd Egger          |
| Skrael                       | Piotr Michael    | Max Felder           |
| Nari                         | Angel Lin        | Anni C. Salander     |
| Stephan Palchuk              | Steven Yeun      | Tobias Nath          |
| Eli Pepperjack               | Cole Sand        | Linus Drews          |
| Walter Strickler             | Jonathan Hyde    | Viktor Neumann       |
| Nomura                       | Lauren Tom       | Daniela Hoffmann     |
| Dr. Barbara Lake             | Amy Landecker    | Juana von Jascheroff |
| Stuart                       | Nick Frost       | Marcel Collé         |
| Mom „Lucy“ Leer              | Cheryl Hines     | Anja Rybiczka        |
| Dad „Ricky“ Leer             | Tom Kenny        | Michael Pan          |
| Archibald „Archie“           | Alfred Molina    | David Nathan         |
| Karl                         | Brian Blessed    | Jürgen Kluckert      |
| Zong-Shi                     | James Hong       | Axel Malzacher       |
| Coach Lorenz                 | Thomas F. Wilson | Dennis Schmidt-Foß   |
| Fräulein Lenora Janet        | Laraine Newman   | Silvia Mißbach       |
| Shannon Longhannon           | Bebe Wood        | Lea Faßbender        |

## Auszeichnungen
Der Film wurde für zwei Annie Awards nominiert, konnte sich jedoch nicht gegen die Konkurrenz durchsetzen. Des Weiteren wurde der Film in zwei Kategorien bei den ersten Children’s and Family Emmy Awards, einem neuen separaten Wettbewerb der Emmy Awards für Kinder- und Familiensendungen, nominiert.
| Jahr | Auszeichnung                     | Kategorie                                                          | Nominierte                                                      | Ergebnis  |
| ---- | -------------------------------- | ------------------------------------------------------------------ | --------------------------------------------------------------- | --------- |
| 2022 | Annie Award                      | Best FX – TV/Media                                                 | Greg Lev, Brandon Tyra, Prakash Dcunha, Vincent Chou, Chen Ling | Nominiert |
| 2022 | Annie Award                      | Best Voice Acting – TV/Media                                       | Charlie Saxton für die Stimme von Toby Domzalski                | Nominiert |
| 2022 | Children’s and Family Emmy Award | Outstanding Special Class Animated Program                         | –                                                               | Nominiert |
| 2022 | Children’s and Family Emmy Award | Outstanding Sound Mixing and Sound Editing for an Animated Program | –                                                               | Nominiert |

## Rezeption
Auf dem Bewertungs-Aggregator Rotten Tomatoes erhielt der Film eine Zustimmungsrate von 88 % basierend auf 8 Kritikerbewertungen. Der gewichtete Mittelwert bei IMDb liegt bei 6,6 von 10 Punkten basierend auf 6035 Bewertungen (Stand: 8. Mai 2024).